# Crmnica (reka)
Crmnica je rečica v Črni gori.

## Zemljepis
Izvira pod goro Sutorman (945 m) in do polovice svojega toka teče proti severozahodu, potem pa proti severovzhodu. Izliva se v Skadrsko jezero, pred izlivom v bližini Virpazarja se obrne proti vzhodu. S svoje leve strani prejme kot pritoka rečici Limsko reko (Limsku rijeku) in Oraoštico. Dolžina toka je 14 km, površina porečja pa 62,5 km². Spada pod Jadransko porečje. Večje naselje ob toku Crmnice je zgolj Virpazar.

## Poimenovanje
Rečica je poimenovana po istoimenski ćrnogorski pokrajini Crmnica, po kateri teče s svojim celotnim tokom.